# Al-Qa'im (fatimiderna)
al-Qa'im, död 946, var en egyptisk regent. Han var Egyptens regent mellan 934 och 946.